# Naribekken

Het Naribekken

Het Naribekken is een natuurlijk bekken op het eiland Ulleungdo in Zuid-Korea en ligt vlak bij de berg Seonginbong. Het bekken was oorspronkelijk een caldera die werd gevormd door vulkanische activiteit van deze Seonginbong. Duizenden jaren geleden vond er een krachtige uitbarsting plaats waardoor het Naribekken gevormd werd. Nu is het een dode vulkaan die door de bewoners wordt gebruikt voor de landbouw. Het Naribekken is een stuk vlak land dat vele bloemen voortbrengt op een anders rotsachtig eiland.

## Benaming
Reeds sinds de Usan-guk-periode wonen er mensen in het bekken. Tijdens de Joseon-dynastie echter ondertekende koning Taejong het bevel om het eiland te ontruimen. Na circa 450 jaar, sinds de heerschappij van koning Gojong, wordt het land terug bewoond en bewerkt. Het bekken werd “Nari-bekken” genoemd naar de ‘seommalnari (Turkse Lelie van Ulleungdo, Lilium hansonii)’, een plant waarvan de inwoners eeuwen lang de wortels opgroeven omdat ze geloofden dat die hun leven zouden verlengen. Er leefden ongeveer 500 mensen (93 huizen) in het Nari-bekken nadat er terug bewoning kwam in de late 19e eeuw.
In Chinese karakters wordt de naam van het Nari-bekken geschreven als 羅里, wat eerder ‘een dorp mooi als zijde’ betekent.

## Algemeen
Het Nari-bekken beslaat een gebied van 1,5 - 2,0 vierkante kilometer, bijna 1,5 km breed oost-west en ongeveer 2,0 km noord-zuid. Het is een kraterbekken dat gevormd werd door het instorten van de noordelijke zijde van de caldera van Seonginbong als gevolg van vulkanische activiteit van een andere vulkaan, de Albong. De lava van die uitbarsting sleet twee kraterbekkens uit, namelijk Nari-dorp in het Noord-Oosten en Albong-dorp in het Zuid-Westen, welke tegenwoordig verlaten is. Het bekken wordt omringd door de bergachtige rand van de krater, waarvan de hoogste top Seonginbong is. Het is ook de hoogste top op het eiland.
In het Naribekken staan er Tumakjip huizen. Deze werden gebouwd met Englersbeuk (Fagus engleriana) en Ulleungdo scheerling (Tsuga diversifolia). Het beukenhout werd geruit gestapeld en de overblijvende ruimten werden met grond opgevuld. De provincie van Gyeongbuk bestemde 4 Tumakjip huizen in het Nari-bekken als cultureel erfgoed.

## Toerisme
Bekende toeristische attracties in het Nari-bekken zijn: traditionele huisjes met dakpannen dak, Tumankjip huizen, Sillyeongsu saengtae-gil(weg), Albong, Ulleungdo thyme (Thymus quinquecostatus) Habitat, Yongchulso, Sinryeongsu.